# Patrice Felix Tchicaya
Patrice Felix Tchicaya és un fotògraf de moda nascut a París el 1960, amb arrels familiars congoleses. De ben jove va anar a viure a Londres, on de seguida va introduir-se dins del món de la moda. A més a més de Londres, Tchicaya també ha treballat com fotògraf de moda a Nova York i París, ciutat on viu i treballa actualment. L'àmbit de creació de Patrice Felix Tchicaya inclou també el vídeo, les instal·lacions, la poesia i la composició sonora-musical. L'obra de Tchicaya s'ha exposat en diferents mostres internacionals, inclouent “Àfrica Remix”, a Johannesburg (2007); Tokyo (2006), Estocolm (2006), París (2005), Londres (2005) i Dusseldorf (2004) i “Black Paris”, a Bayreuth (2006).